# Best of Landser
Best of Landser ist ein Kompilationsalbum der deutschen Rechtsrock-Band Landser. Es erschien im Jahr 2001 über das US-amerikanische Label SPAA Records und ist seit September 2005 indiziert.

## Hintergrund
Anfang Oktober 2000 traf sich Michael Regener mit dem besuchsweise in Deutschland befindlichen US-amerikanischen Staatsbürger Anthony Pi., der in Saint Paul (Minnesota) ein Label besaß, das rechtsextreme Musik produzierte und diese weltweit über das Internet vertrieb. Dabei besprachen sie, wie man die Landser-CDs in den USA verkaufen könne. Pi. hatte jedoch Bedenken hinsichtlich diverser Titel mit polenfeindlichen Inhalten auf den CDs, da US-amerikanische und kanadische Bürger polnischer Herkunft in bedeutender Zahl zu seinen Kunden zählten. Beide vereinbarten daher, unter dem Titel Best of Landser eine CD mit einer Zusammenstellung von für den Markt in den USA geeigneten Liedern der in der Vergangenheit erschienenen CDs der Gruppe Landser zu produzieren und über das Internet weltweit zu vertreiben.
Regener traf nach Absprache mit Christian W. und André M. eine Auswahl der Titel, entwickelte Vorstellungen für die Gestaltung des Covers sowie von Textilien mit werbenden Aufdrucken und vereinbarte mit Pi. das von diesem zu zahlende Honorar. Aufgrund der ihm übermittelten Materialien stellte Pi. daraufhin die CD mit insgesamt 21 Liedern her.
Bei der Covergestaltung sowie bei der Anfertigung der Textilien wich Pi. zum Ärger der Bandmitglieder von Regeners Vorgaben teilweise ab. Die CD wurde Ende März / Anfang April 2001 fertiggestellt und über das Internet weltweit, unter anderem auch in Deutschland, per Postversand vertrieben. Ab Juni 2001 erhielt Regener von Pi. per Post mehrere Briefe mit Bargeld als Honorar, insgesamt mindestens 2.100 DM. Dieses Geld wurde unter den Landser-Bandmitgliedern in ihrer endgültigen Zusammenstellung vor der späteren Anklage und Auflösung, das heißt Michael Regener, Christian W. und André M., gleichmäßig verteilt.

## Inhalt
Das Best-of-Album enthält Lieder des Demos und der ersten beiden Studioalben der Band. So sind sechs Lieder vom Demo Das Reich kommt wieder entnommen (Walvater Wotan, Arische Kämpfer, Berlin bleibt deutsch, Nordland, Das Reich kommt wieder, ZAst-Song). Die Stücke Landser, Mord in Ahrensbök, Ian Stuart, K.P.S., Xenophobia, Republik der Strolche und Koma-Kolonne sind auf dem Debütalbum Republik der Strolche enthalten. Ebenfalls sieben Stücke stammen aus dem zweiten Studioalbum Deutsche Wut – Rock gegen Oben (Freiheit, Sturmführer, Vergeltung, Verkauft + verraten, In den Bergen von Ruanda, Deutsche Wut, Rebell). Vom dritten und letzten Studioalbum Ran an den Feind sind keine Titel enthalten. Lediglich das letzte Lied Arisches Kind entstammt keinem Album der Band.
Musikalisch sind die meisten Lieder dem Genre Hard Rock zuzuordnen. Lediglich die Stücke Nordland, Ian Stuart, Rebell und Arisches Kind sind ruhigere Balladen. Thematisch widmen sich die Lieder überwiegend typisch rechtsextremen Themen. Dazu gehören vor allem die Ablehnung von als minderwertig empfundenen Ethnien und Andersdenkenden, wie Juden, Schwarze, Ostasiaten, Türken und sogenannte Zecken. Dabei werden diese Personengruppen unter anderem mit abfälligen Äußerungen belegt, es wird zur Gewaltanwendung gegen sie aufgerufen oder ihre Abschiebung gefordert. Die Ballade Arisches Kind hat die Idealisierung der „arischen Rasse“ zum Thema und bezeichnet andere Ethnien als „Untermenschen“.
Im Gerichtsurteil zum Verbot der Band wurden elf der 21 Lieder als strafrechtlich relevant angesehen: Walvater Wotan, Arische Kämpfer, Berlin bleibt deutsch, Das Reich kommt wieder, ZAst-Song, Landser, Xenophobia, Republik der Strolche, Freiheit, Sturmführer und In den Bergen von Ruanda.

## Covergestaltung
Das Albumcover zeigt ein schwarz-weißes Foto, auf dem drei Soldaten zu sehen sind, die eine Hakenkreuz-Fahne auf dem Dach eines Gebäudes hissen. Im Hintergrund befindet sich ein Kirchturm. Der Titel Best of Landser in schwarz steht im oberen Teil des Bildes.

## Titelliste
| #  | Titel                    | Länge | Album                          |
| -- | ------------------------ | ----- | ------------------------------ |
| 1  | Walvater Wotan           | 2:49  | Das Reich kommt wieder         |
| 2  | Arische Kämpfer          | 2:59  | Das Reich kommt wieder         |
| 3  | Berlin bleibt deutsch    | 2:42  | Das Reich kommt wieder         |
| 4  | Nordland                 | 2:59  | Das Reich kommt wieder         |
| 5  | Das Reich kommt wieder   | 3:01  | Das Reich kommt wieder         |
| 6  | ZAst-Song                | 2:06  | Das Reich kommt wieder         |
| 7  | Landser                  | 2:05  | Republik der Strolche          |
| 8  | Mord in Ahrensbök        | 2:54  | Republik der Strolche          |
| 9  | Ian Stuart               | 4:32  | Republik der Strolche          |
| 10 | K.P.S.                   | 3:05  | Republik der Strolche          |
| 11 | Xenophobia               | 3:00  | Republik der Strolche          |
| 12 | Republik der Strolche    | 3:07  | Republik der Strolche          |
| 13 | Koma-Kolonne             | 3:05  | Republik der Strolche          |
| 14 | Freiheit                 | 2:42  | Deutsche Wut – Rock gegen Oben |
| 15 | Sturmführer              | 1:35  | Deutsche Wut – Rock gegen Oben |
| 16 | Vergeltung               | 3:07  | Deutsche Wut – Rock gegen Oben |
| 17 | Verkauft + verraten      | 3:13  | Deutsche Wut – Rock gegen Oben |
| 18 | In den Bergen von Ruanda | 2:43  | Deutsche Wut – Rock gegen Oben |
| 19 | Deutsche Wut             | 3:25  | Deutsche Wut – Rock gegen Oben |
| 20 | Rebell                   | 3:59  | Deutsche Wut – Rock gegen Oben |
| 21 | Arisches Kind            | 5:26  |                                |